# ديفيد باورز (عسكري)
ديفيد باورز (بالإنجليزية: David Powers)‏ هو عسكري أمريكي، ولد في 25 أبريل 1912، وتوفي في 27 مارس 1998.